# Nadia Yala Kisukidi
Nadia Yala Kisukidi, née à Bruxelles le 8 octobre 1978, est une philosophe française, maîtresse de conférences à l'université Paris-VIII. Elle est spécialiste de la pensée d'Henri Bergson et des études postcoloniales.

## Biographie
Nadia Yala Kisukidi naît à Bruxelles, d’une mère franco-italienne et d’un père congolais. Elle est agrégée de philosophie en 2005 et est professeure de philosophie dans l'enseignement secondaire de 2005 à 2011. Elle soutient une thèse de doctorat en philosophie, intitulée L'humanité créatrice : essai sur la signification esthétique et politique de la métaphysique de Bergson, dirigée par Frédéric Worms à l’université de Lille en 2010. En 2011, elle est nommée assistante en éthique à la faculté de théologie protestante de l'université de Genève. Depuis 2016, elle est maîtresse de conférences à l'université Paris-VIII.

## Activités de recherche et éditoriales
Nadia Yala Kisukidi est spécialiste de la pensée d'Henri Bergson, dont elle a contribué à publier le 7e tome des annales,.
Elle consacre un séminaire à la philosophie africaine et plus largement, étudie les réflexions et productions théoriques des diasporas africaines. Elle est notamment inspirée par les travaux de Fabien Eboussi Boulaga.
Elle est directrice de programme du Collège international de philosophie depuis 2013 et vice-présidente du collège de 2014 à 2016. Sous l'intitulé de programme « Universalisme(s) : reprises, critiques et généalogie d'un discours. Autour de Léopold Sédar Senghor, Fabien Eboussi Boulaga et Jean-Marc Ela », elle étudie les notions d'humanisme et d'universalisme et leur répercussion dans le contexte colonial, repris dans une perspective critique selon plusieurs axes, historique, éthique et politique.
Elle participe aux deux éditions des Ateliers de la Pensée, organisés par Achille Mbembe et Felwine Sarr à Dakar en 2016 et 2017.
En 2020 et 2022, elle organise Yango 2, la biennale d'art contemporain de Kinshasa, avec la commissaire d'art contemporain Sara Alonzo Gomez.

## Publications
- La Dissociation, Paris, Éditions du Seuil, coll. « Cadre rouge », 2022, 352 p.  (ISBN 978-2-02-149410-5)
- Dialogue transatlantique — Perspectives de la pensée féministe noire et des diasporas africaines, avec Djamila Ribeiro, éditions Anacaona, 2021, 176 p.  (ISBN 978-2-490297-16-0)
- Bergson ou l'humanité créatrice, CNRS, 2013, 305 p.  (ISBN 9782271078957)

## Articles
- « Construire la paix : humanisme, langues et littérature chez Bergson », in Arnaud François, Camille Riquier, Caterina Zanfi et Nadia Yala Kisukidi (dir.), Annales bergsoniennes VII. Bergson, l’Allemagne, la guerre de 1914, 2014, p. 213-234  (ISBN 9782130617648).
- « Vie éthique et pensée de la libération. Lecture critique des usages senghoriens de Marx à partir de Fanon », Actuel Marx, 2014/1 no 55.
- Direction du dossier, « Négritude et philosophie », revue Rue Descartes, 2014/4, no 83 : [lire en ligne]
- « Autour de Jay One Ramier », revue Rue Descartes, 2014/4, no 83 .
- « Le "missionnaire désespéré" ou de la différence africaine en philosophie », revue Rue Descartes, 2014/4, no 83.
- (éd.) Emmanuel Mounier, « La pensée de Charles Péguy : la vision des hommes et du monde », éd. scientifique de Nadia Yala Kisukidi et Yves Roullière, introduction de Nadia Yala Kisukidi. Paris, Le Félin, 2015, 311 p.  (ISBN 9782866458140).
- « Les morts de Lumumba », Dé(s)générations, no 22, « Penser avec l'Afrique » (dir. Arnaud Zohou), mai 2015.
- « Décoloniser la philosophie. Ou de la philosophie comme objet anthropologique », Présence africaine 2015/2, no 192, p. 83-98, [lire en ligne].
- Préface à « L’Atlantique noir » de Paul Gilroy, Ed. Amsterdam, Paris, 2017.
- « Le nom “Noir” et son double », revue Esprit, 2018/12, [lire en ligne].
- « Afrocentricités, Histoire, philosophie et pratiques sociales ». Coordination avec Pauline Guedj du no 52 de la revue Tumultes, 2019/1.
- « Le "miracle grec" », revue Tumultes, 2019/1 no 52. Éditions Kimé.
- « Francophonie, un nouveau French Power ? », Revue du crieur, 2019/2, no 10. Éditions La Découverte.
- « Géographies de la pensée : la philosophie à l’épreuve », entretien : revue Afrique contemporaine, 2020/1 no 271-272.
- « L'universel dans la brousse », revue Esprit, 2020/1.
- « Kinshasa Star Line », revue Multitudes, 2020/4, no 81.
- « Tanina Ntoto, Grand-maternités politiques », revue Multitudes, 2020/4, no 81.
- « Les identités-frontières de Gloria Anzaldúa », revue Ballast, juillet 2020 [lire en ligne].
- (en) Nadia Yala Kisukidi, Dele Adeyemo, Natalie Diaz and Rinaldo Walcott, Borders, Human Itineraries, and All Our Relation, Duke University Press, 2024 (ISBN 978-1-4780-3077-5 et 978-1-4780-2653-2) et  (ISBN 978-1-4780-5976-9).